# Nu couché (Modigliani, Zurich)
Pour les articles homonymes, voir Nu couché (homonymie).
Nu couché est un tableau réalisé par le peintre italien Amedeo Modigliani en 1916. Cette huile sur toile est un nu qui représente une jeune femme aux cheveux noirs regardant vers le spectateur alors qu'elle est allongée ses bras repliés derrière sa tête, son corps barrant la composition en diagonale. Passée entre les mains de Léopold Zborowski puis d'Henri-Pierre Roché, l'œuvre est conservée depuis 1960 à la Fondation et Collection Emil G. Bührle, à Zurich, en Suisse.